# (22027) 1999 XS120
1999 أكس أس 120 (ويعرف أيضًا باسم (22027) 1999 أكس أس 120 وفق تسمية الكوكب الصغير) (بالإنجليزية: 1999 XS120)‏؛ هو كويكب ضمن حزام الكويكبات.
اكتُشف هذا الجُرم الفلكي بواسطة ماسح السماء كاتالينا في 5 ديسمبر 1999، وترتيبه 22027 من حيث الاكتشاف.

## الوصف
اكتُشف 220271999XS في 5 ديسمبر 1999 في محطة كاتالينا، الواقع في جبال سانتا كاتالينا، أريزونا في الولايات المتحدة، بواسطة مشروع ماسح السماء كاتالينا (بالإنجليزية: Catalina Sky Survey)‏ CSS. وقد رصد المشروع 2,656 مشاهدة للكويكب إلى غاية 5 فبراير 2022 بتوقيت منطقة المحيط الهادئ، أي في مدة قدرها 11,168 يومًا (30.6 عام). تستغرق الفترة المدارية للكويكب 1,290 يومًا (3.5 عام).

## الخصائص المدارية
يتميز مدار هذا الكويكب بنصف محور رئيسي يبلغ 2.32 وحدة فلكية، وحضيض قدره 2.12 وحدة فلكية، وانحراف قدره 0.0874 وزاوية ميلان 5.71 درجة بالنسبة لمسار الشمس. بسبب هذه الخصائص، أي نصف المحور الرئيسي بين 2 و3.2 وحدة فلكية وحضيض أكبر من 1,666 وحدة فلكية، يُصنف هذا الجُرم الفلكي وفقًا لقاعدة بيانات مختبر الدفع النفاث لأجرام النظام الشمسي الصغيرة كائنًا من حزام الكويكبات الرئيسي.

## وصلات خارجية
- (22027) 1999 XS120 في قاعدة بيانات مختبر الدفع النفاث لأجرام النظام الشمسي الصغيرة

- الاكتشاف · مخطط المدار ·  العناصر المدارية · المعلمات المادية

- (22027) 1999 XS120 على موقع ويكي سكاي: DSS2, SDSS, GALEX, IRAS, Hydrogen α, X-Ray, Astrophoto, Sky Map, Articles and images